# Finoegristiek
De finoegristiek is de wetenschap die zich bezighoudt met de Finoegrische talen. Iemand die zich bezighoudt met deze talen wordt een finoegrist genoemd.
De finoegristiek is grofweg onder te verdelen in de taal- en letterkunde van de grote Finoegrische talen (Fins, Hongaars en Estisch) en de taal- en letterkunde van de kleine Finoegrische talen. Enkele voorbeelden van werkzaamheden zijn: het uitvoeren van taalvergelijkend onderzoek, de geschiedenis en cultuur van de specifieke talen en volkeren bestuderen of het bestuderen van uitgestorven takken van de finoegristiek.
De wetenschap die het Fins apart onderzoekt, wordt de Fennistiek genoemd. Hungarologie is de wetenschap die het Hongaars onderzoekt.

## Geschiedenis
Het vak Finoegristiek is door de jaren heen langzaam ontstaan. In het begin worden er vooral grote stappen gezet op het gebied van het ontdekken van verwantschappen tussen de Finoegrische talen. Dit begint met het noemen van bepaalde Finoegrische volkeren door schrijvers. Vervolgens wordt er door reizigers opgemerkt dat verschillende Finoegrische talen wel erg op elkaar lijken. Zo begint langzaam het besef te groeien dat de verschillende Finoegrische talen weleens verwant zouden kunnen zijn.
In 1544 beschrijft Sebastian Münster in zijn werk Cosmographey onder meer het Fins en het Estisch en presenteert het Onze Vader in het Samisch. In zijn werk onderstreept Münster dat deze talen anders zijn dan het Zweeds. In de 17e eeuw worden er verschillende universiteiten opgericht, zoals de Universiteit van Tartu in 1632 en de Universiteit van Turku (deze zal later naar Helsinki verplaatst worden door een brand) in 1640. Michael Wexionius, hoogleraar aan de Universiteit van Turku, bewijst in zijn werk Epitome descriptionis Sueciae, Gothiae, Fenningiae et subiectarum provinciarum dat het Fins, Estisch, Karelisch, Lijfs en Samisch verwant zijn. Iets later zal Martinus Fogelius in 1669 in zijn werk De Finnicae Linguae indole observationes bewijzen dat niet alleen de woorden in het Fins en Hongaars op elkaar lijken, maar dat ook de structuur van de talen met elkaar verwant is.  Het blijft echter een manuscript en wordt pas in 1889 herontdekt. Toen was deze informatie al lang bekend.
In 1725 wordt de Russische Academie van Wetenschappen opgericht in opdracht van tsaar Peter de Grote. Het grote Russische rijk werd onderzocht door middel van expedities. In de jaren 1720-1727 gaat er een grote expeditie van onderzoekers naar Siberië toe, onder leiding van Daniel Gottlieb Messerschmidt. Tijdens deze expeditie wordt er heel veel informatie verzameld over de Finoegrische volken en worden er woordenlijsten opgesteld. Dit is een belangrijke verzameling van taalmateriaal geworden. De eerste leerstoel Hongaarse taal en literatuur wordt in Boedapest, Hongarije opgericht in 1791. In 1799 wordt in het proefschrift van Samuel Gyarmathi Affinitas linguae hungaricae cum linguis fennicae originis grammatice demonstrata bewezen dat het Fins en het Hongaars tot dezelfde taalfamilie behoren.
In de 19e eeuw komen er aan de verschillende Europese universiteiten docentschappen en leerstoelen in de Finoegrische talen. Zo komt er in 1803 een docentschap Estisch en Fins aan de Universiteit van Tartu. In 1828 volgt Finland met een docentschap Fins aan de Universiteit van Helsinki. In 1831 wordt het Genootschap voor Finse literatuur in Helsinki gesticht. Aan de Universiteit van Helsinki komt in 1850 een leerstoel Fins. De eerste leerstoel vergelijkende Finoegristiek wordt in 1872 in Boedapest opgericht. In de jaren die volgen worden nog in Helsinki, Uppsala, Berlijn, Tartu, Leningrad, Parijs, Göttingen, Hamburg, München, Groningen en Wenen leerstoelen Finoegristiek aan de universiteiten opgericht. Net zo hard als de leerstoelen opgekomen zijn, verminderen ze jaren later ook weer, verschillende afdelingen worden gesloten.
In 1960 wordt het eerste internationale Finoegrische congres onder de naam Congressus Internationalis Fenno-Ugristarum in Boedapest gehouden. Tot op de dag van vandaag wordt dit congres om de vijf jaar in een ander Finoegrisch land gehouden. Ook is er een jaarlijks internationaal congres speciaal voor studenten die Finoegristiek studeren, het IFUSCO. In de zomer van 2013 heeft dit congres plaatsgevinden in Syktyvkar, de hoofdstad van de deelrepubliek Komi, onderdeel van Rusland. In 2014 heeft IFUSCO plaatsgevonden in Göttingen.

## Leerstoelen
De huidige wereldwijde leerstoelen Finoegristiek zijn verbonden aan de: 
- Universiteit van Turku
- Universiteit van Helsinki
- Universiteit van Tartu
- Loránd Eötvös-universiteit (Boedapest)
- Universiteit van Debrecen
- Universiteit van Szeged
- Universiteit van Wenen
- Ludwig Maximilians-Universiteit (München)
- Georg-August-Universität Göttingen
- Universiteit Hamburg
- Universiteit van Uppsala
- Universiteit van Parijs

Er was ook ooit een leerstoel aan de Rijksuniversiteit Groningen (zie beneden) en aan de Universiteit van Indiana in de V.S., maar die zijn inmiddels opgeheven.

## Studiemogelijkheden in Nederland en België
Lange tijd was de Finoegristiek niet als hoofdvak te bestuderen in Nederland en België. Het Fins, Hongaars, Estisch en andere Finoegrische talen werden van 1966 tot 1973  slechts als bijvak gegeven. Van 1973 tot 2012 waren de Finoegrische talen als hoofdvak te bestuderen aan de Rijksuniversiteit Groningen. In België is er geen universitaire opleiding Finoegrische talen en culturen. Aan de Universiteit Gent was het mogelijk een vak Fins te volgen dat deel uitmaakte van het programma scandinavistiek, maar dit keuzevak wordt sinds 2017 niet meer aangeboden. In 2012 is de Groningse studie Finoegrische talen en culturen opgegaan in de opleiding Europese talen & culturen. Per 1 september 2013 is de studie Finoegrische talen en culturen uit de Benelux verdwenen.
Andries Dirk Kylstra was van 1973 tot 1985 de eerste leerstoelhouder van Finoegristiek aan de Rijksuniversiteit Groningen. Hij werd opgevolgd door László Honti, die van 1988 tot 1997 hoogleraar en hoofd van de vakgroep Finoegristiek aan de Rijksuniversiteit Groningen was. In 1998 volgde Cornelius Hasselblatt hem op en werd hij de derde hoogleraar Finoegristiek aan de Rijksuniversiteit Groningen (tot 2014).